# Nikolče Noveski
Nikolče Noveski (født 28. april 1979 i Bitola, Jugoslavien) er en makedonsk tidligere fodboldspiller (midterforsvarer).
Noveski spillede i perioden 2004-2013 64 kampe og scorede fem mål for Makedoniens landshold. På klubplan tilbragte han størstedelen af sin karriere i Tyskland, hvor han blandt andet spillede hele 11 sæsoner hos Mainz 05.